# Sciobia riffensis
Sciobia riffensis är en insektsart som först beskrevs av Morales-agacino 1956.  Sciobia riffensis ingår i släktet Sciobia och familjen syrsor. Inga underarter finns listade i Catalogue of Life.